# Acanthocinus reticulatus
Acanthocinus reticulatus là một loài bọ cánh cứng trong họ Cerambycidae.